# Бросен
Бросен (фр. Brossainc) насеље је и општина у источној Француској у региону Рона-Алпи, у департману Ардеш која припада префектури Турнон сир Рон.
По подацима из 2011. године у општини је живело 222 становника, а густина насељености је износила 50,68 становника/km². Општина се простире на површини од 4,38 km². Налази се на средњој надморској висини од 420 метара (максималној 753 m, а минималној 363 m).

## Демографија
| 1962. | 1968. | 1975. | 1982. | 1990. | 1999. | 2011. |
| ----- | ----- | ----- | ----- | ----- | ----- | ----- |
| 152   | 166   | 143   | 135   | 142   | 165   | 222   |

График промене броја становника у току последњих година